# Александроневская (Краснодарский край)
Александроневская — станица в Выселковском районе Краснодарского края.
Входит в состав Бейсугского сельского поселения.

## География
Районный центр — станица Выселки расположена в 21 км юго-западнее Александроневской.
Ближайшая железнодорожная станция Бурсак на линии «Краснодар—Тихорецкая» расположена в посёлке Бейсуг в 2 км к западу от станицы.

## История
Хутор Александроневский основан в 1907 году, в 1914 году преобразован в станицу.
Станица Александроневская была основана в 1907 году казаками Хопёрского полка.
Хопёрский полк участвовал в азовском походе Петра I в 1696 году, подавлял Пугачевский бунт в 1773. На Кубань наши предки переселились с реки Хопёр, притока Дона в 1825 году. Основу полка составили малороссийские казаки, обосновавшиеся при Новохопёрской крепости. Они заняли самый сложный участок кордонной линии, основав станицы Баталпашинскую, Невинномысскую, Бекешевскую, Беломечетскую, Барсуковскую, Карантинную. Суровая обстановка на Кавказской линии заставила казачат уже в 8 лет ловко управлять конем, а в 14 владеть оружием. Не уступали своим мужьям, братьям и сыновьям храбрые казачки. Случалось, что и им приходилось брать в руки винтовку, а то и вилы и оборонять станицу от неприятеля. Александр Дюма высоко оценил военные способности линейцев: «Линейные казаки — это единственный воин, который сражается как артист и находит удовольствие в опасности… Рассказывают о невероятной храбрости этих людей». В 1820 году в письме к брату А. С. Пушкин писал: «Видел берега Кубани и сторожевые станицы — любовался нашими казаками. Вечно верхом, вечно готовы драться; в вечной предосторожности».
Станица разрасталась по правому берегу реки Бейсуг на возвышенном месте, которое «обещало быть всегда сухим». Землемер её хорошо спланировал: улицы ровные, широкие, можно видеть их от начала до конца. Вдоль улиц на равных расстояниях тянулись жилища и хозпостройки казачьих подворий. В основном это были хаты, крытые камышом или соломой. Хаты клали из самана или делали турлучные. Немало было и домов сложенных из кирпича, крытых оцинкованным железом, или турлучных, забранных хорошей доской сороковкой. Подворья жителей хутора были ухожены, утопали в садах. Улицы чистые, без ям и колдобин, вдоль заборов дорожки, низкорослые плодовые деревца, цветы. Вскоре сюда же стали переселяться крестьяне из центральных губерний России, очень много приехало из Воронежской.
Казаки привезли с собой икону святого князя Александра Невского, прославившегося в борьбе со шведами и немецкими рыцарями в 1240—1242 годах, и дали новому поселению его имя.
За верную службу каждому казаку царь-батюшка жаловал бесплатно в вечное пользование 7 десятин земли (1,45 га). кроме того, переселенцам из казны выдавали по 25 рублей (корова стоила 5 рублей).
К 1910 году хутор владел 2572 десятинами земли, здесь проживало 1050 человек. По свидетельству современников, несмотря на малочисленность, хутор уже был похож на станицу. К услугам станичников была железная дорога, телеграф, почтовое отделение с ежедневной выдачей корреспонденции и местная биржа.
Административное управление осуществлялось хуторским правлением и хуторским сбором, состоящим из 30 человек во главе с атаманом. Одной из основных задач администрации являлась забота о благоустройстве хутора. Школу и церковь стали строить одновременно (1911 — 1913гг).руководил строительством атаман Иван Иванович Акимов. Каждый двор облагался налогом по 1 рублю с десятины. Это был весьма ощутимый налог. Кроме того, к строительству привлекались все жители. Кто работал помощником, кто на своих подводах подвозил стройматериалы, воду.
В 1913 году открылась одноклассная казачья школа. Заведующим был Иван Ильич Волков, учителем В. Г. Ткаченко. Когда церковь была достроена, в 1914 году, хутор Александроневский был преобразован в станицу Александроневскую, которая владела 4114 десятинами земли и в ней проживало 1528 человек, из них 1037 коренных жителей и 491 иногородних.
1 августа 1914 года Германия объявила войну России. Немецкие солдаты прозвали казаков «колдунами», так как их трудно было одолеть в бою. В письмах домой они жаловались: « Проклятые казаки! То лежат под брюхом коней, и не увидишь их там, то сидят птицами на деревьях. Втащат на него колесо или дверь, прикрепят там и усядутся по 2 или 4 человека. Бьют оттуда на выбор, а их и не увидишь. Ни начальников этим чертям не надо, ни счету они никакого не знают, их всего 10-15 человек, а перебьют 30, 20 в плен возьмут, а остальных в бегство обратят. Придет помощь, а их следа нет».
106 тысяч казаков были призваны в армию с Кубани. Более 30 тысяч были награждены орденами, медалями, именным оружием. Среди награжденных и уроженец станицы — Иван Антонович Кочубей (1893—1919) 
В 1918 году в станице была установлена Советская власть . В 1929 году создается коллективное хозяйство «Общий труд». 
1941 год — «Вставай, страна огромная, вставай на смертный бой!». Началась Великая Отечественная война. все мужчины, которые могли держать в руках оружие ушли на фронт сражаться с врагом. Оставшиеся в станице, в основном женщины и дети непосильным трудом помогали одерживать победу над врагом: обрабатывали землю, выращивали урожай и даже пешком несли муку, продукты в г. Тимашевск для отправки на фронт. В марте- апреле 1942 года в здании станичной школы был сформирован эвакогоспиталь № 4557 ЭГ (СШ № 53 ст. Александро-Невской, бывшая Кочубеевская), в котором заботились о раненых 12 человек: медсестры, санитарки, повар. 
1 февраля 1943г станица была освобождена от фашистских захватчиков.

## Известные уроженцы и жители
В станице детские годы и юность провёл Виктор Иванович Бедров (1927—1995) — советский передовик производства в угольной промышленности, Герой Социалистического Труда (1966).
- Иван Кочубей — участник гражданской войны.

## Население
| 2002 | 2010 |
| ---- | ---- |
| 846  | ↘739 |